# Przedchorągiewny
Przedchorągiewny – rycerz czoła chorągwi w szyku kolumnowo-klinowym stosowanym w XV w. Chorągwie w tym czasie operowały na polu bitwy w formacji w kształcie kolumny z klinem na czele. Rycerze walczący w klinie nazywani byli rycerzami przedchorągiewnymi. Słynni rycerze przedchorągiewni to Zawisza Czarny, Jan Farurej, Mszczuj ze Skrzynna.